# شاه لیر (فیلم ۱۹۷۱ شوروی)
شاه لیر (روسی: Король Лир) فیلمی درام از گریگوری کوزینتسف محصول ۱۹۷۱ است که از نمایشنامه شکسپیر به همین نام اقتباس شده است. از بازیگران آن می‌توان به یوری یاروت، دوناتاس بانیونیس و یوئزاس بودریتیس اشاره کرد.